# Адлер (Русия)
А́длер (на руски: Адлер) е бивш град, днес микрорайон (квартал) на град Сочи и курорт в Краснодарски край, Русия.
В микрорайон Адлер се намира седалището на администрацията на Адлерски район на гр. Сочи.

## География
Разположен е по бреговете при устието на река Мзимта и черноморския бряг, като се простира на 9 километра (от общо 17 км за района) по брега на Черно море от север-северозапад на юг-югоизток чак до границата на Русия с Абхазия / Грузия.
По официална оценка населението на целия Адлерски район е 149 282 души към 1 януари 2018 г.
Климатът в Адлер е субтропичен, с морско влияние.

## История
В района още от Средновековието е съществувало абхазко селище на име Лиеш. Абхазки князе са имали пристан край речното устие, откъдето са превозвали товари за търговия с Турция.
През 1927 година е образувано вилното селище Адлер, което 7 години по-късно е преобразувано в работническо селище. На 20 юни 1934 г. селището Адлер става административен център на Сочински район, чийто дотогавашен център град Сочи се отделя от останалите селища в района в самостоятелна териториално-административна единица.
Адлер е включен в състава на град Сочи с указ на Президиума на Върховния съвет на РСФСР от 11 февруари 1961 г.

## Курорт
Израснал като курорт, Адлер разпорлага с множество хотели, почивни домове, санаториуми и съоръжения за отдих и туризъм. Те са съсредоточени предимно в така нареченото Курортно градче, разположено в северната крайбрежна част на микрорайона.

## Спорт
Главна забележителност на Адлерски район са Олимпийското село и Олимпийският парк в Имеретинската низина (до южния край на квартал Адлер), на чиито спортни съоръжения се провеждат състезанията по всички видове спорт на лед (с изключение на бобслей и спортни шейни) от Зимните олимпийски игри в Сочи през 2014 г.